# Comuna Harkove, Talalaiivka
Harkove (în ucraineană Харкове) este o comună în raionul Talalaiivka, regiunea Cernihiv, Ucraina, formată din satele Harkove (reședința), Lavirkove, Novoselivka, Șevcenka și Stepove.

## Demografie
Componența lingvistică a comunei Harkove
     Ucraineană (98,11%)
     Rusă (1,89%)
Conform recensământului din 2001, majoritatea populației comunei Harkove era vorbitoare de ucraineană (98,11%), existând în minoritate și vorbitori de rusă (1,89%).